# Autostrada A28
Die Autostrada A28 (italienisch für ‚Autobahn A28‘) ist eine italienische Autobahn im Norden des Landes. Sie liegt in den Regionen Friaul-Julisch Venetien und Veneto und führt von Portogruaro nach Conegliano.

## Streckenverlauf
Die Autobahn zweigt nahe der Stadt Portogruaro von der A4 im Veneto ab und führt Richtung Norden nach Friaul-Julisch Venetien. Vorbei an Azzano Decimo erreicht sie die Provinzhauptstadt Pordenone. Bei der Anschlussstelle Cimpello zweigt der Autobahnzubringer RA16 ab. Hier soll der Beginn einer geplanten Autobahn sein, die die A28 mit der A23 bei Gemona del Friuli verbindet.
Anschließend verläuft sie ostwärts weiter bei Sacile vorbei, wo sie wieder das Veneto betritt. Vorbei an Godega Sant’Urbano mündet sie in Conegliano in die A27.

## Geschichte und Bedeutung

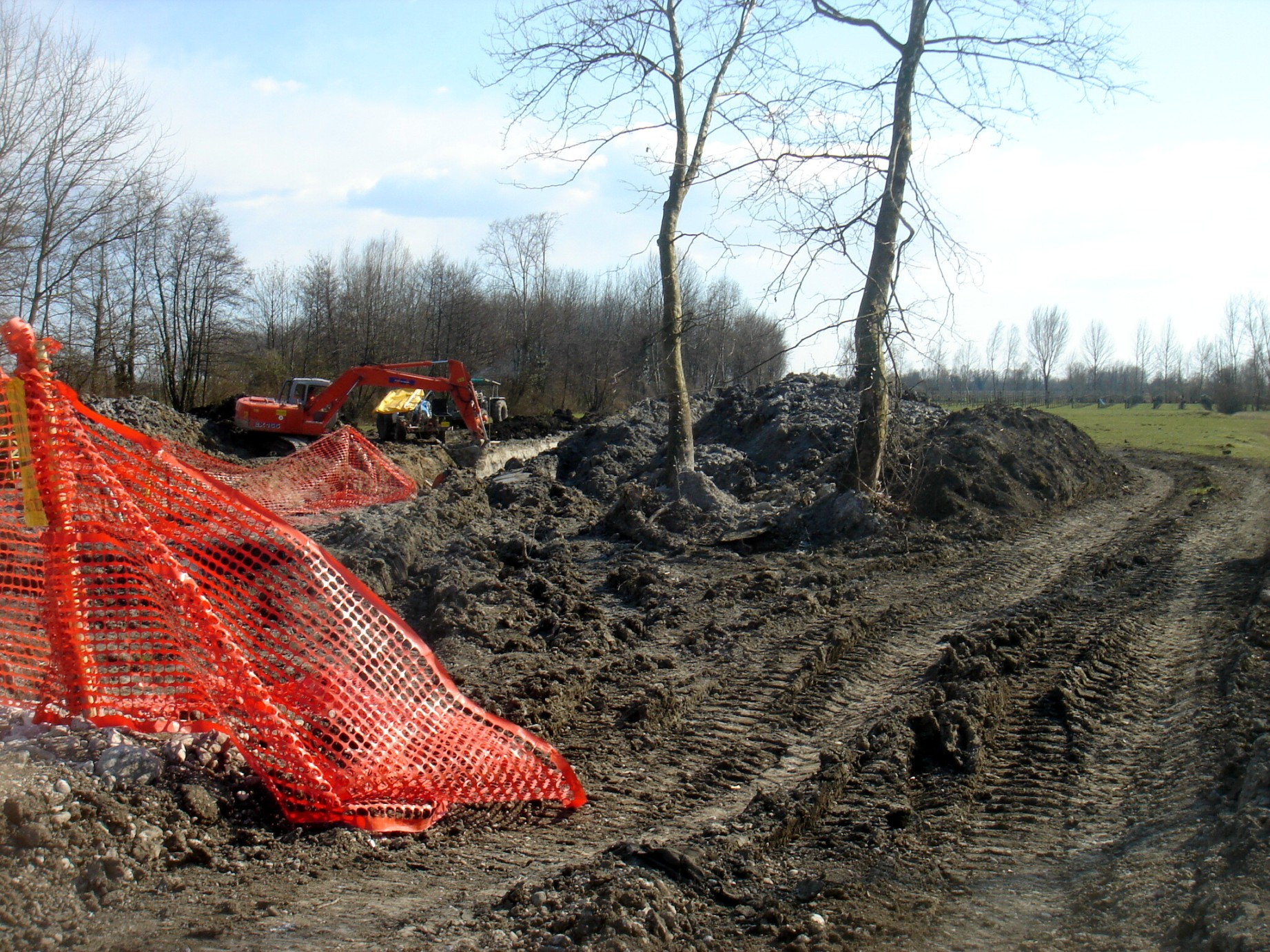
Bauarbeiten bei einem Palù bei Fior di Sotto 2009

Die A28 schließt primär die Industriestadt Pordenone an das Autobahnnetz ein. Weiters erreicht man durch einen Anschluss an die A27 eine deutliche Verkürzung der Strecke Belluno–Triest, da Venedig nördlich umfahren wird.
Bereits am 31. Dezember 1974 wurde der Abschnitt zwischen Portogruaro und Pordenone eröffnet, der den Großteil der Strecke ausmacht. Weitere Verlängerungen folgten 1992 (Pordenone–Fontanafredda), 1994 (Fontanafredda–Sacile), 1996 (Sacile Est – Ovest) und 2006 bis Godega Sant’Urbano.

### Anschluss an die A27
Der Anschluss an die A27 bei Conegliano war ursprünglich für Sommer 2010 geplant.
Am 30. Juli 2010 wurde die A28 zwischen Portogruaro und Conegliano mit Einschränkungen eröffnet. Die Autobahn war zwischen 30. Juli und 23. Oktober 2010  nur zwischen Freitag 14:00 und Sonntag 22:00  geöffnet. Damit wollte man die völlig überlastete A4 zwischen Portogruaro und Venedig entlasten, da speziell an Wochenenden ein erhöhtes Verkehrsaufkommen in die Badeorte der Adriaküste vorhanden war. An der Passante di Mestre (A4) wird der Verkehr über die A27 und die A28 umgeleitet, um bei Portogruaro wieder in die A4 eingeleitet zu werden. Richtung Conegliano war die A28 – wie bisher – bis zu der Anschlussstelle Sacile Ovest geöffnet.
Ursprünglich sollte die Autobahn schon viel früher komplett eröffnet werden. Grund für die jahrzehntelangen Verzögerungen waren Streitigkeiten zwischen Umweltschützern und den Projektbefürwortern. Die A28 quert in ihrem Abschnitt mehrere sogenannte Palù (natürliche, kleine Bäche).
Der letzte Abschnitt der A28 wurde um 15 Uhr am 23. Oktober 2010 eröffnet. Damit endet die 38 Jahre lange Kontroverse zwischen Umweltschützern und den Autobahnbefürwortern.